# Корнелија Постума
Корнелија Постума (лат. Cornelia Postuma) била је Римљанка која је живела током првог века п. н. е. 
Отац јој је био диктатор Луције Корнелије Сула, а мајка Валерија, ћерка Марка Валерија Месале Нигера и сестра Марка Валерија Месале Руфа, конзула 53. п. н. е. Корнелија је рођена 78. п. н. е, седам месеци после смрти свог оца. 